# Chew
Chew (с англ. — «Жуй») — серия комиксов, созданная Джоном Лейманом и Робом Гиллори и издаваемая Image Comics. Главным персонажем комикса является агент FDA Тони Чжуй, обладающий необычной способностью — он может видеть прошлое тех вещей, которые ест.
В 2020 году Image Comics также выпускали комикс-кроссовер Outer Darkness/Chew.

## Общая информация
Действие комикса происходит в мире, где курица официально запрещена из-за эпидемии птичьего гриппа, которая убила 23 миллиона американцев. Главный герой Тони Чжуй работает в Управлении по контролю качества продуктов и лекарств и помогает раскрывать преступления с помощью своей необычной способности. Тони Чжуй — цибопат (англ. cibopath), он узнает прошлое того, что ест. На своей работе ему часто приходится потреблять в пищу части тел трупов, чтобы найти убийц.

## Сюжет

### Taster’s Choice/ Выбор дегустатора (1-5)
Тони Чжуй — полицейский детектив, который является цибопатом — он узнает прошлое того, что ест. Тони становится вице-полицейским в ПД, и на одном из заданий по поиску контрабандистов он с напарником — Джоном заходит в ресторан. Когда Чжуй начинает есть куриный суп, к нему приходит видение из прошлого о том, как повар из ресторана убивает людей и добавляет части их тела в суп. Чжуй со своим напарником находят этого повара в ресторане, но тот бросает тесак в лицо напарника Чжуя. Пока напарник истекает кровью, Тони догоняет повара-психопата и просит его назвать имена всех его жертв. После того как повар отказывается и перерезает себе горло, Чжуй начинает есть его, чтобы узнать имена жертв. После этого случая его увольняют из ПД, но неожиданно пришедший такой же цибопат — Мейсон Савой — нанимает его в УПНК (Управление по контролю качества продуктов и лекарств).
Первое расследование, на которое посылают Тони и Савоя, — неожиданная пропажа инспектора здравоохранения Эвана Пеппера. Через несколько дней после его пропажи в ресторане быстрого питания находят его палец в гамбургере. В ходе расследования Тони узнал, что в его пропаже виноват деловой человек по имени Рэй Джек Монтеро. В конечном итоге Тони понимает, что Эван Пеппер убит, и его убил напарник Тони — Мейсон Савой. Тони решает арестовать его, но тот избивает Тони, откусывает его ухо и говорит, что скоро вернётся за ним. Савой скрывается, чтобы узнать, что стало причиной куриной эпидемии.

### International Flavor/ Космополитический привкус (6-10)
Бывший напарник Тони, Джон, вернулся с встроенной механической пластиной на половину лица, и его назначают новым напарником Чжуя. В первый же день совместной работы их посылают на очередное расследование — исследовать определённое растение под названием Галлсбери, на вкус которое один в один как курица. На поиски растения Тони летит на остров Ямапалу со своим братом. Там Чжуй встречает агента УСДА, которая говорит Тони, что расскажет все, что она знает о Галлсбери, но неожиданно её убивают. Виновным считают Тони и ненадолго сажают за решётку с двумя заключёнными. Тони говорит, что он из УПДА и, когда его собираются выпускать, у него начинается драка с заключёнными; кровь одного из них случайно попадает Тони в рот и к нему приходит видение, что совершалось ещё одно убийство связанное с этим, и в этом как то замешен петух по имени Poyo, чемпион петушиных боев. После конфискации петуха Тони отправляется в морг, чтобы узнать больше о Галлсбери. В это время начальник полиции незаметно крадет Poyo. Тони пробует Галлсбери на вкус и понимает, что это растение из космоса. Тони пробирается на базу, где выращивается Галлсбери, эвакуирует несколько человек, которые находятся в заключении, и под конец видит, что весь урожай Галлсбери горит. Оказывается, что Рэй Джек Монтеро сжигает растения, чтобы убрать конкуренцию, с помощью некоторых жителей Ямапалу, которые бунтуют из-за захвата Poyo. На глазах Тони Монтеро убивает настоящий вампир, который также является сибопатом.

### Just Desserts/ Кто не работает, тот не ест (11-15)
Тони встречается с Амелией, она — сабоскивнер, то есть она может описать вкус настолько ярко и подробно, что люди и впрямь начинают его чувствовать. Тони узнает, что Poyo был перевезен в Америку. Стало установлено, что Рэй Джек Монтеро изменял ДНК лягушки, чтобы создать существо, названное Фринкенс, сделав его вкус больше похожий на куриный и придумав вымышленное название — цыплёнок-Фри. Мейсона Савоя окружили УПДА, когда он осматривал одно из зданий. Савой избивает Джона и скрывается. Амелия находит палец ноги в холодильнике Тони. Савой съедает давно оторванное ухо Тони и многое о нем узнает, в частности, что у Тони есть дочь по имени Оливия. Тони приходит к своей семье с Амелией и Джоном на День Благодарения. Его встречает сестра-близнец по имени Антонелла (Тони). Во время приема пищи на улице происходит непонятный шум, и выйдя на улицу Тони видит длинное странное явление в небе.

### Flambe/ Фламбе (16-20)
Неделю спустя, УПДА делает запись в небе для приоритета над куриным запретом. Тони объединяется с давним партнёром Мейсоном Цезарем искать бывшего агента УПДА по имени Мигдало Даниэль, но при встрече они случайно его убивают. Имитация ресторана под названием Фриенд Клюкер возобновляет продажу курицы. Тони и Джон начинают расследовать пищевую борьбу, в результате которой несколько студентов убивают друг друга в средней школе. Оказалось, что взрыв на космической станции произошёл из-за слуги вампира, который скрылся с некоторыми компьютерными файлами и Гэллсбери. Во время миссии Министерства сельского хозяйства США в Северной Корее Тони и Джон узнают, что УПДА используют Poyo как секретное оружие. Тони в течение дня сотрудничает со своей сестрой в НАСА. Они идут в Зону 51, находят части космической станции, включая тело космонавта. Тони замечает укусы на шее астронавта и понимает, что в деле участвовал вампир. Мейсон пьет кровь Мигдало, и Цезарь говорит, что есть связь между способностями сверх-людей и явлением в небе. Затем Цезарь сообщает Мейсону, что явление исчезло 4 дня назад. Тони и Джон отправляются исследовать культ поклонения ЯЙЦО, который предсказал явление в небе. Они скрытно проникают в церковь, и при попытке украсть их священные книги члены церкви начинают пить отравленный Кул-Эйд, чтобы снять свои грехи и есть курятину. Тони с Джоном увольняют из УПДА. Тони переведён в отдел муниципального трафика. Его новый босс кажется очень рад, что его перевели. Тони помогает арестовать банду грабителей банков.

## Коллекционные издания
В мягкой обложке:
- Chew, Volume 1: Taster’s Choice (включает Chew #1-5, 128 страниц, ноябрь 2009, ISBN 1-60706-159-7)
- Chew, Volume 2: International Flavor (включает Chew #6-10, 128 страниц, апрель 2010, ISBN 1-60706-260-7)
- Chew, Volume 3: Just Desserts (включает Chew #11-15, 128 страниц, ноябрь 2010, ISBN 1-60706-335-2)
- Chew, Volume 4: Flambé (включает Chew #16-20, 128 страниц, сентябрь 2011, ISBN 978-1607063988)

В твёрдой обложке:
- Chew Omnivore Edition, Volume 1 (включает Chew #1-10, 264 страниц, август 2010, ISBN 1607062933)
- Chew Omnivore Edition, Volume 2 (включает Chew #11-20, 264 страниц, декабрь 2011, ISBN 160706426X)

## Разновидность способностей
Вселенная Chew наполнена различными персонажами, у которых есть сверхъестественные способности, связанные с пищей.
Цибопат (англ. Cibopath) может откусить что-нибудь и получить психические ощущения того, что произошло с этим объектом. Единственное, на что это не действует, это свёкла. Тони Чжуй, Антонелла (Тони) Чжуй, Оливия Чжуй, Мейсон Савой и вампир являются цибопатами.
Сабоскривнер (англ. Saboscrivner) может написать о еде настолько точно, что люди почувствуют ощущение вкуса, когда будут читать о пище. Амелия Минц является сабоскривнером.
Циболокутор (англ. Cibolocuter) может общаться через пищу, а также может перевести письменные произведения, пьесы, стихи и оперы в пищу. Фантаньюрос является сиболокьютером.
Воресоф (англ. Voresoph) становится умнее, когда ест. Даниэль Мигдэло является воресофом.

## Отзывы и награды
Первые три выпуска были выпущены по несколько тиражей, все копии которых были полностью распроданы; у первого выпуска было четыре тиража, а также он был полностью перепечатан в чёрно-белом в The Walking Dead #63., ещё одной серии комиксов Image Comics. Первый выпуск был настолько популярен, что Image включила его в свою линейку наиболее успешных серий комиксов, после чего он был вновь перепечатан в серии Image First.
Chew Vol. 1: Taster’s Choice и Chew Vol. 2: International Flavor оба попали в список бестселлеров по версии The New York Times.
Chew был назван лучшим независимым комиксом 2009 года по версии IGN и лучшим новым комиксом 2009 года по версии MTV Splashpage. Chew также занял 4 место в списке 100 лучших комиксов 2009 года на ComicBookResources.com.
23 июля 2010 года Chew получил премию Айснера в номинации лучшая новая серия комиксов. Комикс также выиграл в двух номинациях на премию Харви и был номинирован в двух номинациях на премию Игл, но не выиграл ни в одной из них.

## Телевизионная адаптация
В июле 2010 года было анонсировано, что компания Circle of Confusion, ответственная за производство телесериала Ходячие мертвецы, планирует экранизировать Chew. В марте 2011 года было объявлено, что Showtime находится в процессе создания телесериала, основанного на сценарии за авторством Терри Хью Бёртона и Рона Милбауэра. Однако в феврале 2013 года из твиттера Джона Лэймана стало известно, что телесериал не будет выпущен компанией Showtime